# Menhir et dolmen de Creac'h-an-Archant
Le menhir et le dolmen de Creac'h-an-Archant sont situés respectivement sur les communes de Bourbriac et de Kerien dans le département français des Côtes-d'Armor.

## Description
Le menhir (48° 25′ 55″ N, 3° 13′ 55″ O) et le dolmen (48° 25′ 57″ N, 3° 13′ 59″ O) sont distants de 200 m environ. Il est probable qu'ils appartenaient à un même ensemble cultuel.
Le menhir mesure 5,20 m de hauteur pour un périmètre de 5,80 m à 1,50 m du sol. Il est en granite. 
Le dolmen a été édifié sur le versant nord d'une colline peu élevée à faible pente. Il se compose d'une table ovale (3,40 m de long sur 2,70 m de large et 0,40 m d'épaisseur) et de plusieurs orthostates. 